# 레이 제켄도프

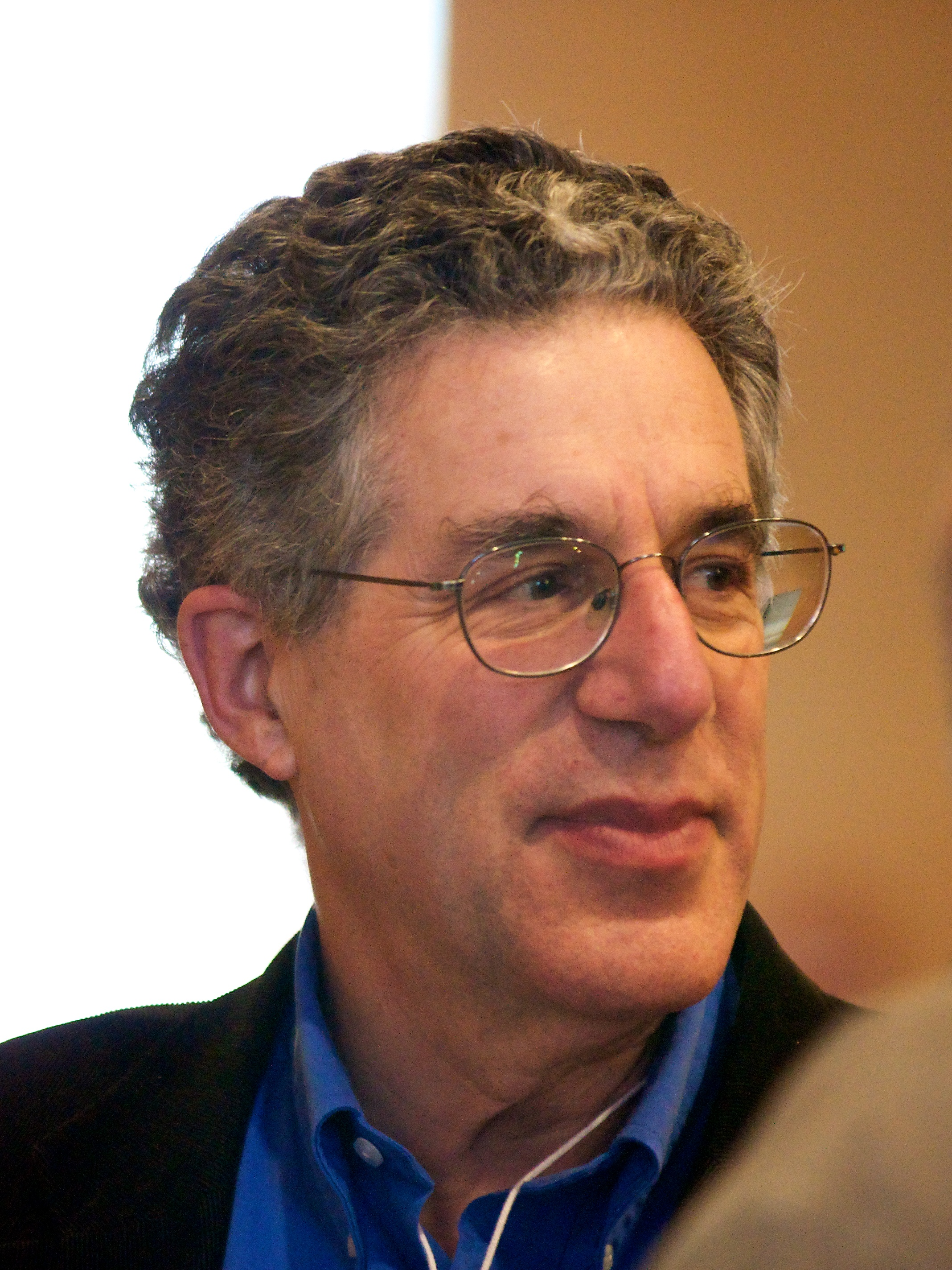

레이 제켄도프(Ray Jackendoff, 1945년 1월 23일 ~ )는 미국의 언어학자이다. 그는 철학 교수이자 인문계의 Seth Merrin 의장이며 대니얼 데닛과 함께 터프츠 대학교 인지 연구 센터 의 공동 소장이다. 그는 항상 생성 언어학과 인지 언어학 사이의 경계를 넘나들며 타고난 보편 문법 (생성 언어학의 중요한 논문)의 존재와 인간의 마음에 대한 현재의 이해와 일치하는 언어 설명에 전념했다.
그의 연구는 자연어의 의미론, 인지의 형식 구조에 미치는 영향, 어휘 및 구문 표현을 다룬다. 그는 의식적 인식과 마음의 계산 이론 사이의 관계에 대한 광범위한 연구, 구문론, 그리고 Fred Lerdahl과 함께 음악적 인식에 대한 광범위한 연구를 수행 하여 음조 음악의 생성 이론에서 절정에 달했다. 그의 개념적 의미론 은 언어의 기초에 대한 포괄적인 이론으로 발전했다.

제켄도프는 메사추세츠 공과대학교에서 언어학자인 노엄 촘스키와 모리스 할레에게 배웠으며 1969년 그곳에서 언어학 박사 학위를 받았다. 2005년 터프츠 로 옮기기 전 그는 1971년부터 2005년까지 브랜다이스 대학교에서 언어학 교수이자 언어학 프로그램 의장을 역임했다. 2009년 봄 학기 동안 그는 산타페 연구소의 외부 교수였다. Jackendoff는 2003년 장 니코드 상을 수상했다. 그는 2014년 David E. Rumelhart Prize 를 수상했다. 그는 또한 Université du Québec à Montréal(2010), 부쿠레슈티 국립 음악 대학(2011), 클루지나포카 음악 아카데미(2011), 오하이오 주립 대학(2012) 및 텔아비브에서 명예 학위를 받았다. 대학(2013).
구문 중심주의로 인해 주류 생성 문법을 거부하는 동안 의미인지론 학파는 Jackendoff가 공감할 통찰력, 즉 의미가 구문에 전적으로 의존하지 않는 별도의 조합 시스템이라는 통찰력을 제공했다. 많은 인지적 의미론적 접근과 달리, 그는 구문만으로는 의미론을 결정해서는 안 되며 그 반대도 마찬가지라고 주장한다.
제켄도프는 Fred Lerdahl과 함께 음악에 대한 인간의 능력과 인간의 언어 능력과의 관계에 관심을 가져왔다. 특히 음악에는 '문법'(소리가 구조로 결합되는 수단)과 함께 구조가 있다. 청취자가 익숙한 관용구 로 음악을 들을 때 음악은 단순히 소리의 흐름으로 들리는 것이 아니다. 오히려 청취자는 음악에 대한 무의식적 이해를 구성하고 이전에 들어본 적이 없는 음악을 이해할 수 있다.

## 같이 보기
- 장 니코드 상